# امونوالا
امونوالا (به لاتین: Amunewala) یک منطقهٔ مسکونی در سری‌لانکا است که در استان مرکزی (سری‌لانکا) واقع شده‌است.